# Return Fire 2
Return Fire 2 est un jeu vidéo de action en 3D développé par Silent Software, édité par Ripcord Games et sorti en 1998.

## Système de jeu
Dans Return Fire 2, le joueur dirige des véhicules militaires afin de pénétrer en territoire ennemi, capturer le drapeau adverse et le ramener à sa base.

## Accueil
Return Fire 2 a obtenu la note de 8,1/10 sur GameSpot.

## La série
- Fire Power (1987)
- Return Fire (1995)
- Return Fire 2 (1998)